# 권중달
권중달(權重達, 1941년 2월 28일~)은 대한민국의 역사가이다. 주 연구 분야는 중국 중세사로 원나라, 명나라, 청나라의 교육제도와 경세사상에 대한 연구를 했다. 또한 사서 《자치통감》 전질을 한국어로 번역했다.
중앙대학교에서 학사 학위와 석사 학위를 취득한 후 중화민국으로 건너가 국립 정치 대학에서 자치통감을 주제로 박사 학위(1979년)를 취득했다. 1976년부터 2006년까지 모교인 중앙대학교 교수로 재직했으며 한국중앙사학회 회장, 한국사학사학회 회장 등을 지냈다.